# エヴァン・パーカー

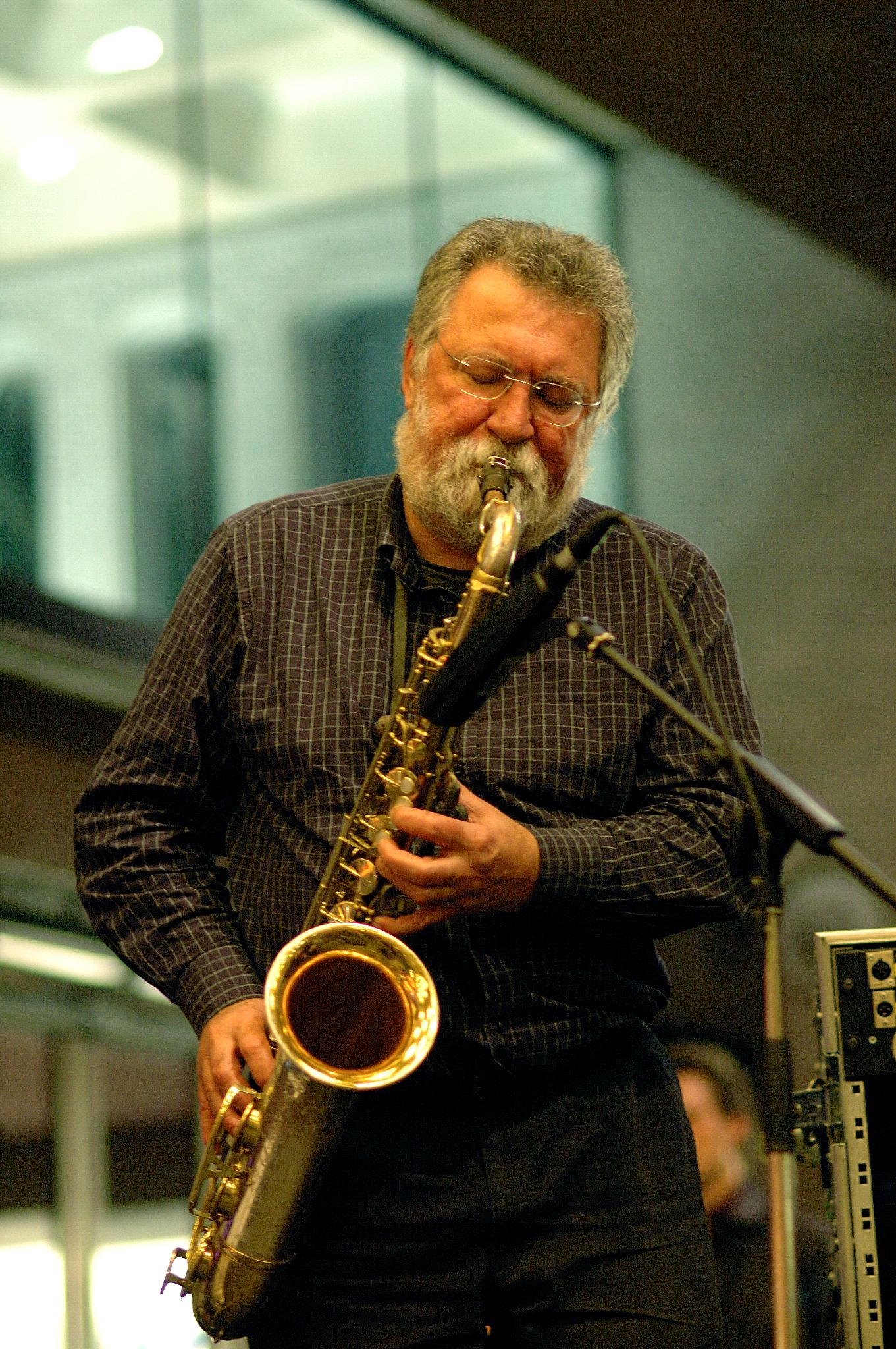
エヴァン・パーカー（2005年）

エヴァン・パーカー（Evan Parker、1944年4月5日 - ）は、フリー・ジャズを演奏するイギリスのサクソフォーン奏者である。
パーカーは、多くの共演者と一緒に録音および演奏を行い、ヨーロッパのフリー・ジャズとフリー・インプロヴィゼーションの発展において極めて重要な人物であった。彼は、一連の特殊奏法を実質的に開発した先駆者でもある。評論家のロン・ウィン (Ron Wynn)は、パーカーを「ヨーロッパで最も革新的で興味をそそるサックス奏者の中でも……彼のソロ・サックス作品は、煩わしい音を鳴らすためのものではありませんでした」と説明している。

## 略歴

### 初期の影響
パーカーの最初のインスピレーションはポール・デスモンドであり、近年ではクール・ジャズのサクソフォーン奏者からの影響が彼の音楽に再び現れた。『Time Will Tell』 (1993年、ECM)および、『Chicago Solo』 (1997年、Okka Disk)は、ウォーン・マーシュとリー・コニッツへのトリビュートとなっている。

### 後の仕事
しかしながら、パーカーはその後の仕事でよく知られており、アメリカのアヴァンギャルドであるジョン・コルトレーン、ファラオ・サンダース、アルバート・アイラーなどを急速に吸収し、即座に識別可能な独自のスタイルを作り上げた。1960年代と1970年代の彼の音楽には、有形のメロディを含むものではなく、音像としてひらひらと渦巻くようなラインが含まれている。スティーヴ・レイシーのより過激な1970年代の録音だったり、Association for the Advancement of Creative Musicians（AACM）メンバーの作品を思い起こさせるような方法で、純粋なサウンドを時として使用することもある。彼は速い高調波のレイヤーと調子はずれの音を重ねて、密な対位法の連なりを作成する方法を開発し始めた。これらは、プラスチック製のリードを使用し、循環呼吸で、サックスから床に滴り落ちる血を見つけるほどに強烈で急速な舌の実験を含んでいた。彼はまた、ビッグバンドであるブラザーフッド・オブ・ブレスのメンバーにもなった。
パーカーはまた、エレクトロニクスに興味を持ち始めるようになる。通常は、フィル・ワックスマン、ウォルター・プラティ、ジョエル・ライアン、ローレンス・キャサリー、マシュー・ライトなどの協力者を招いて、電子的に演奏を処理し、フィードバック・ループを作成し、サウンドスケープを変化させるものだった。

### レコーディング
パーカーはソロまたはグループリーダーとして多数のアルバムをレコーディングしており、ペーター・ブロッツマン、マイケル・ナイマン、ジョン・スティーヴンス、デレク・ベイリー、キース・ロウ、ジョー・マクフィー、アンソニー・ブラクストン、セシル・テイラー、ジョン・ゾーン、フレッド・フリス、ビル・ラズウェル、イクエ・モリ、サーストン・ムーア、シロ・バプティスタ、ミルフォード・グレイヴス、ジョージ・ルイス、ティム・バーン、マーク・ドレッサー、デイヴ・ホランド、シルヴィ・クルボアジェ、その他大勢と録音または演奏を行った。活動の中心となる2つのグループは、パーカーとドラマーのパウル・ローフェンスを含む、ピアニストのアレクサンダー・フォン・シュリッペンバッハが率いるトリオ（『Pakistani Pomade』『Elf Bagatellen』などのアルバムを録音）と、ベーシストのバリー・ガイ、ドラマーのポール・リットンとのトリオであった。パーカーの50歳の誕生日に、これら2つのバンドはロンドンにおけるコンサートにてセットで演奏した。その模様はアルバム『50th Birthday Concert』として「Leo Records」から発表された。
パーカー、ベイリー、ドラマーのトニー・オクスレイは、1970年に「Incus Records」を設立した。このレーベルは、1980年代初頭にパーカーとオクスレイが抜けた後、ベイリーひとりによる管理下にあった。現在、パーカーは、マーティン・デイヴィッドソンの「Emanem Records」を通じて発表されている「Psi Records」をキュレーションしている。
パーカーが自身の音楽の中心として焦点を当ててきたのはフリー・インプロヴィゼーションだが、チャーリー・ワッツのビッグバンドや、ケニー・ホイーラーのアンサンブルなど従来のジャズの文脈にあるグループにも参加しており、ギャヴィン・ブライアーズによる『After the Requiem』のレコーディングに参加し、サクソフォーン・カルテットの一員としてその中の「Alaric I or II」を演奏した。
パーカーは近頃では、デヴィッド・シルヴィアンのリリースしたアルバム『マナフォン』と『ダイド・イン・ザ・ウール マナフォン・ヴァリエーションズ』に貢献している。

### ポップ・ミュージック
彼はまた、ポップ・ミュージックの文脈にあるグループにも参加してきた。スコット・ウォーカーのアルバム『Climate of Hunter』や、ジャー・ウォブルとのダブのアルバムに、冒険的なドラムンベースのデュオであるスプリング・ヒール・ジャック、そしてロック・グループのスピリチュアライズドに参加している。彼は、ヴィック・リーヴスとワンダー・スタッフによる英国ナンバーワン・ヒット曲「Dizzy」のBサイドに参加し、「Oh, Mr Songwriter」（テレビ番組「Vic Reeves Big Night Out」のエンディング・テーマ曲に基づく曲）でサックスを演奏した。サックス・ソロのあるところで、ヴィックが「まとめてくれ、パーカー! (Pack it in、Parker!)」と叫ぶのを聴くことができる。
パーカーはまた、ロバート・ワイアットとのレコードにおいて特筆に値する参加をしている。

## ギャラリー
デンマーク・オーフスで演奏するエヴァン・パーカー（2010年）

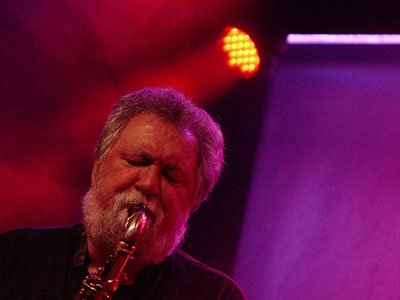
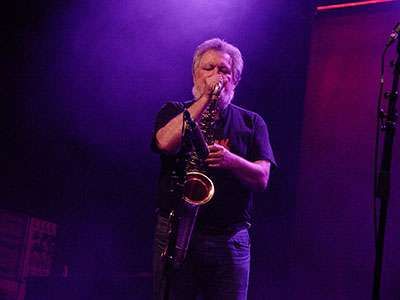
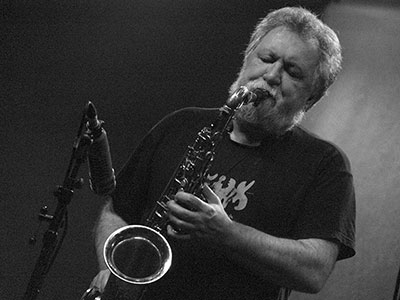
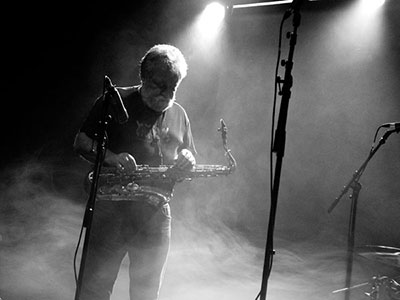
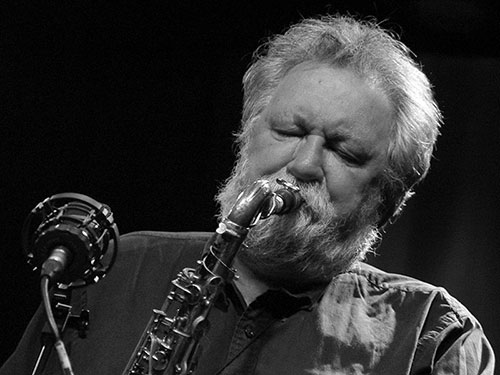
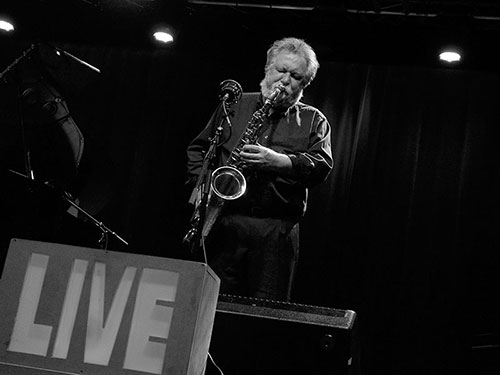

## ディスコグラフィ

### リーダー・アルバム
- 『トポグラフィー・オブ・ザ・ラングス』 - The Topography of the Lungs (1970年、Incus) ※with デレク・ベイリー、ハン・ベニンク
- 『ザ・ミュージック・インプロヴィゼーション・カンパニー』 - The Music Improvisation Company (1970年、ECM) ※with デレク・ベイリー、ヒュー・デイヴィス、ジェイミー・ミューア、Christine Jeffrey
- Collective Calls (Urban) (Two Microphones) (1972年、Incus) ※with ポール・リットン
- At the Unity Theatre (1975年、Incus) ※with ポール・リットン
- The Music Improvisation Company 1968-1971 (1976年、Incus) ※with デレク・ベイリー、ヒュー・デイヴィス、ジェイミー・ミューア
- Saxophone Solos (1976年、Incus)
- Monoceros (1978年、Incus)
- Six of One (1980年、Incus)
- Incision (1980年、FMP) ※with バリー・ガイ
- Tracks (1983年、Incus)
- 『残像』 - Zanzou (1983年、Jazz & Now)
- Hook, Drift & Shuffle (1985年、Incus)
- The Snake Decides (1986年、Incus)
- Atlanta (1990年、Impetus)
- Process and Reality (1991年、FMP)
- Three Blokes (1994年、FMP) ※with ロル・コックスヒル、スティーヴ・レイシー
- Conic Sections (1993年、AhUm)
- Synergenics - Phonomanie III (1993年、Leo)
- Imaginary Values (1994年、Maya) ※with バリー・ガイ、ポール・リットン
- 50th Birthday Concert (1994年、Leo)
- Obliquities (1995年、Maya) ※with バリー・ガイ
- The Redwood Session (1995年、CIMP) ※with ジョー・マクフィー
- Breaths and Heartbeats (1995年、Rastacan) ※with バリー・ガイ、ポール・リットン
- Birmingham Concert (1996年、Rare Music)
- McPhee/Parker/Lazro (1996年、Vand'Oeuvre) ※with ジョー・マクフィー、Daunik Lazro
- Tempranillo (1996年、Nova Era) ※with Agustí Fernández
- Chicago Solo (1995年、Okka Disk)
- 『ロンドン・エア・リフト』 - London Air Lift (1996年、FMP)
- 『アット・ザ・ヴォルテックス』 - At the Vortex (1996年、Emanem) ※with バリー・ガイ、ポール・リットン
- 『トゥオード・ザ・マージンズ』 - Toward the Margins (1996年、ECM)
- Monkey Puzzle (1997年、Leo) ※with ネッド・ローゼンバーグ
- Unity Variations (1999年、Okka Disk) ※with Georg Gräwe
- Drawn Inward (1999年、ECM)
- After Appleby (2000年、Leo)
- Lines Burnt in Light (2001年、Psi)
- 『ジ・アイズ・ハブ・イット』 - The Ayes Have It (2001年、Emanem)
- Chicago Tenor Duets (2002年、Okka Disk) ※with ジョー・マクフィー
- Memory/Vision (2002年、ECM)
- Set (2003年、Psi)
- The Eleventh Hour (2004年、ECM)
- Boustrophedon (2004年、ECM)
- Crossing the River (2005年、Psi)
- Time Lapse (2006年、Tzadik)
- Zafiro (2006年、Maya)
- The Moment's Energy (2007年、ECM)
- A Glancing Blow (2007年、Clean Feed) ※with ジョン・エドワーズ、クリス・コルサノ
- Whitstable Solo (2008年、Psi)
- House Full of Floors (2009年、Tzadik)
- Psalms (2010年、Psi) with Sten Sandell
- Scenes in the House of Music (2010年、Clean Feed)
- Nightwork (2010年、Marge)
- Round About One O'Clock (2011年、Not Two) ※with Zlatko Kaucic
- The Bleeding Edge (2011年、Psi) ※with Okkyung Lee, Peter Evans
- The Voice is One (2012年、Not Two) ※with Agustí Fernández
- Hasselt (2012年、Psi)
- Dortmund Variations (2012年、Nuscope) ※with Georg Gräwe
- Rex, Wrecks & XXX (2013年、RogueArt) ※with マシュー・シップ
- Live at Maya Recording Festival (2013年、NoBusiness)
- Rocket Science (2013年、More is More)
- What/If/They Both Could Fly (2013年、Rune Grammofon) ※with ジョー・マクフィー
- Either Or And (2014年、Relative Pitch) ※with Sylvie Courvoisier
- Seven (2014年、Victo)
- Extremes (2014年、Red Toucan) ※with ポール・ダンモール、トニー・ビアンコ
- Ninth Square (2015年、Clean Feed) ※with ジョー・モリス、ネイト・ウーリー
- 『Two Chaps』 - Two Chaps (2015年、Chap Chap) ※with 吉沢元治
- Music for David Mossman: Live at Vortex London (2018年、Intakt) ※with バリー・ガイ、ポール・リットン

### 参加アルバム
デレク・ベイリー
- The London Concert (1976年、Incus)
- Compatibles (1986年、Incus)

ハン・ベニンク
- The Grass is Greener (2000年、Psi)

ボラー・バーグマン
- The Fire Tale (1994年、Soul Note)

ポール・ブレイ
- Time Will Tell (1994年、ECM)
- 『サンクト・ジェロルド』 - Sankt Gerold (2000年、ECM)

アンソニー・ブラクストン
- Ensemble (Victoriaville) 1988 (1992年、Victo)
- Duo (London) 1993 (1993年、Leo)
- Trio (London) 1993 (1993年、Leo)

ペーター・ブロッツマン
- Machine Gun (1968年、FMP)
- Nipples (1969年、Calig)

ギャヴィン・ブライアーズ
- After the Requiem (1991年、ECM)

ローレンス・キャサリー
- Solar Wind (1997年、Touch)
- Dividuality (1997年、Maya)

マリリン・クリスペル
- Natives and Aliens (1997年、Leo)
- After Appleby (1999年、Leo)

アルヴィン・カラン
- In Real Time (1978年、Ictus)

ピエール・ファーヴル
- Pierre Favre Quartet (1970年、Wergo)

ジョー・ギャリヴァン
- Innocence (1992年、Cadence)

グローブ・ユニティ・オーケストラ
- Hamburg 1974 (1974年、FMP)
- Rumbling (1976年、FMP)
- Pearls (1977年、FMP)
- Jahrmarkt/Local Fair (1977年、Po Torch)
- 『インプロヴィゼーションズ』 - Improvisations (1978年、JAPO)
- 『コンポジションズ』 - Compositions (1979年、JAPO)
- Intergalactic Blow (1982年、JAPO)
- 20th Anniversary (1986年、FMP)
- Globe Unity 2002(2002年、Intakt)

バリー・ガイ/ロンドン・ジャズ・コンポーザーズ・オーケストラ
- Ode (1972年、Incus)

ポール・ヘインズ
- Darn It! (1993年、American Clavé)

トニー・ハイマス - バーニー・ブッシュ
- Left for Dead (1995年、nato)

スティーヴ・レイシー
- 『サクソフォン・スペシャル』 - Saxophone Special (1975年、Emanem)
- 『オーヴァートーン』 - Chirps (1985年、FMP)
- 『スリーソプラノ』 - Three Blokes (1994年、FMP) ※with ロル・コックスヒル

クリス・マクレガー
- Chris McGregor's Brotherhood of Breath Live at Willisau (1974年、Ogun)
- Procession (1978年、Ogun)
- Chris McCregor Septet. Up to Earth, 1969 (2008年、Fledg'ling)

ロスコー・ミッチェル
- Composition/Improvisation Nos. 1, 2 & 3 (2004年、ECM)

ルイス・モホロ
- Spirits Rejoice! (1978年、Ogun)
- Bush Fire (1995年、Ogun)

マイケル・ナイマン
- Michael Nyman (1981年、Piano)

トニー・オクスレイ
- The Baptised Traveller (1969年、CBS)
- 4 Compositions for Sextet (1970年、CBS)
- Ichnos (1970年、RCA)
- Tony Oxley (1975年、Incus)

ジャン=フランソワ・ポーヴロス
- Master Attack (1987年、nato)

エディ・プレヴォ
- Most Materiall (1997年、Matchless)

マンフレッド・ショーフ
- European Echoes (1969年、FMP)

アレクサンダー・フォン・シュリッペンバッハ
- Pakistani Pomade (1973年、FMP)
- Three Nails Left (1975年、FMP)
- The Hidden Peak (1977年、FMP)
- Detto fra de Noi (1982年、Po Torch)
- Anticlockwise (1983年、FMP)
- Das Hohe Lied (1991年、Po Torch)
- 『11のバガテル』 - Elf Bagatellen (1991年、FMP)
- 『フィジックス』 - Physics (1996年、FMP)
- Compete Combustion (1998年、FMP)
- Swinging the Bim (1998年、FMP)
- Gold is Where You Find It (2007年、Intakt)

スポンティニアス・ミュージック・アンサンブル
- 『カリョウビン』 - Karyobin (1968年、Island)
- Quintessence (1986年、Emanem) ※1974年録音
- 『ウィズドロール』 - Withdrawal (1966-7) (1997年、Emanem) ※1966年-1967年録音

スプリング・ヒール・ジャック
- Masses (2001年、Thirsty Ear)
- Amassed (2002年、Thirsty Ear)
- Live (2003年、Thirsty Ear)
- The Sweetness of the Water (2004年、Thirsty Ear)

ジョン・スティーヴンス
- Corner to Corner (1993年、Ogun)

デヴィッド・シルヴィアン
- 『マナフォン』 - Manafon (2009年、Samadhi Sound)
- 『ダイド・イン・ザ・ウール マナフォン・ヴァリエーションズ』 - Died In The Wool (2011年、Samadhi Sound)

セシル・テイラー
- The Hearth (1988年、FMP)
- Alms/Tiergarten (Spree) (1988年、FMP)
- Melancholy (1990年、FMP)
- 『ネイルド』 - Nailed (1990年、FMP)

スタン・トレイシー
- Suspensions and Anticipations (2003年、Psi)

スコット・ウォーカー
- Climate of Hunter (1984年、Virgin)

チャーリー・ワッツ
- Vol pour Sidney (1991年、nato)

ケニー・ホイーラー
- Song for Someone (1973年、Incus)
- Around 6 (1979年、ECM)
- 『ミュージック・フォー・ラージ＆スモール・アンサンブル』 - Music for Large & Small Ensembles (1990年、ECM)

ロバート・ワイアット
- 『シュリープ』 - Shleep (1997年、Hannibal)

デイヴ・ホランド
- Uncharted Territories (2018年、Dare2)